# Wynton Marsalis
Wynton Marsalis (New Orleans, 18 oktober 1961) is een Amerikaans trompettist en componist die zich als promotor voor jazz en klassieke muziek vooral op jongeren richt. Hij is een van de meest vooraanstaande jazzmusici en is daarnaast ook zeer bekend om zijn uitvoeringen van klassieke muziek. Marsalis is zeer actief in het ter discussie stellen van zaken die aan rassendiscriminatie gerelateerd zijn. Zijn oeuvre omvat 16 klassieke en meer dan 30 jazz-opnames, waarvoor hij tot en met 2004 in totaal negen Grammy Awards heeft gekregen. Ook is hij onderscheiden met meerdere Edisons.

## Biografie
Marsalis is de tweede zoon van de jazzpianist en componist Ellis Marsalis. Zijn oudere broer, Branford Marsalis, is een beroemd saxofonist. Delfeayo, een andere broer, speelt trombone en zijn jongste broer Jason speelt drums.
Toen Wynton Marsalis 14 was, gaf hij met het New Orleans Symphony Orchestra een uitvoering van het trompetconcert van Haydn. Vier jaar later ging hij naar de Juilliard School in New York. In 1980 werd hij opgenomen in de Jazz Messengers van Art Blakey, en een jaar later toerde hij met Herbie Hancock.
In 1982 tekende Marsalis bij Columbia Records; kort daarop was hij internationaal bekend.

## Discografie

### Albums
| Album met eventuele hitnotering(en) in de Nederlandse Album Top 100 | Datum van verschijnen | Datum van binnenkomst | Hoogste positie | Aantal weken | Opmerkingen                  |
| ------------------------------------------------------------------- | --------------------- | --------------------- | --------------- | ------------ | ---------------------------- |
| Play the blues - Live from Jazz at Lincoln Center                   | 09-09-2011            | 17-09-2011            | 21              | 8            | met Eric Clapton / Livealbum |

| Album met hitnotering(en) in de Vlaamse Ultratop 200 albums | Datum van verschijnen | Datum van binnenkomst | Hoogste positie | Aantal weken | Opmerkingen                  |
| ----------------------------------------------------------- | --------------------- | --------------------- | --------------- | ------------ | ---------------------------- |
| The magic hour                                              | 2004                  | 27-03-2004            | 90              | 1            | als Wynton Marsalis Quartet  |
| Play the blues - Live from Jazz at Lincoln Center           | 2011                  | 24-09-2011            | 31              | 6            | met Eric Clapton / Livealbum |

### Dvd's
| Dvd's met hitnoteringen in de Nederlandse DVD Music Top 30 | Datum van verschijnen | Datum van binnenkomst | Hoogste positie | Aantal weken | Opmerkingen      |
| ---------------------------------------------------------- | --------------------- | --------------------- | --------------- | ------------ | ---------------- |
| Play the Blues - Live from Jazz at Lincoln center          | 2011                  | 24-09-2011            | 28              | 2            | met Eric Clapton |

## Onderscheidingen

### Pulitzer prijs voor muziek
- 1997 - Oratorium Blood on the Fields

Marsalis was de eerste jazzmusicus die deze prijs ontving.

### Grammy Awards
- 1984 - Haydn, Hummel, L. Mozart: Trumpet Concertos - trompetconcerten van Haydn, Leopold Mozart en Hummel met het National Philharmonic Orchestra onder leiding van Raymond Leppard
- 1984 - Think of One
- 1985 - Wynton Marsalis Plays Handel, Purcell, Torelli, Fasch, and Molter - trompetconcerten van Händel, Purcell, Torelli en anderen met de sopraan Edita Gruberová en het English Chamber Orchestra onder leiding van Raymond Leppard
- 1985 - Hot House Flowers
- 1986 - Black Codes From the Underground (zowel voor beste jazzalbum als voor beste solo)
- 1987 - J Mood
- 1988 - Marsalis Standard Time - Volume I
- 2000 - Listen to the Storyteller

### Edisons
- 1982 - Wynton Marsalis
- 1984 - Think of One